# グリースキルヒェン郡

グリースキルヒェン郡
Bezirk Grieskirchen

グリースキルヒェン郡（グリースキルヒェンぐん、独: Bezirk Grieskirchen）は、オーストリアのオーバーエスターライヒ州にある郡（Bezirk; 行政管区とも訳される）。郡庁所在地はグリースキルヒェン。
オーバーエスターライヒ州の中央部に位置し、ハウスルック地方（Hausruckviertel; ハウスルックフィアテル）に含まれる。北東から反時計回りにシェルディング郡、リート・イム・インクライス郡、フェクラブルック郡、ヴェルス＝ラント郡、エフェルディング郡およびわずかにローアバッハ郡と接する。
グリースキルヒェン郡には以下の34の市町村（Gemeinde; ゲマインデ）がある。そのうちグリースキルヒェンとポイアーバッハが市（Stadt）に、13自治体が町（Marktgemeinde; 市場町）に指定されている。
- アイステルスハイム Aistersheim
- バート・シャラーバッハ Bad Schallerbach （町）
- ブルック＝ヴァーゼン Bruck-Waasen
- エシェナウ・イム・ハウスルッククライス Eschenau im Hausruckkreis
- ガルシュパハ Gallspach （町）
- ガスポルツホーフェン Gaspoltshofen （町）
- ゲボルツキルヒェン Geboltskirchen
- グリースキルヒェン Grieskirchen （市）
- ハーク・アム・ハウスルック Haag am Hausruck （町）
- ハイリゲンベルク Heiligenberg
- ホーフキルヒェン・アン・デア・トラットナッハ Hofkirchen an der Trattnach （町）
- カルハム Kallham
- ケマテン・アム・インバッハ Kematen am Innbach （町）
- メッゲンホーフェン Meggenhofen
- ミヒャエルンバハ Michaelnbach
- ナッテルンバッハ Natternbach （町）
- ノイキルヒェン・アム・ヴァルデ Neukirchen am Walde （町）
- ノイマルクト・イム・ハウスルッククライス Neumarkt im Hausruckkreis （町）
- ポイアーバッハ Peuerbach （市）
- ポルハム Pollham
- ペッティング Pötting
- プラム Pram （町）
- ロッテンバッハ Rottenbach
- シュリュースルベルク Schlüßlberg （町）
- ザンクト・アガータ Sankt Agatha
- ザンクト・ゲオルゲン・バイ・グリースキルヒェン Sankt Georgen bei Grieskirchen
- ザンクト・トーマス Sankt Thomas
- シュテーゲン Steegen
- タウフキルヒェン・アン・デア・トラットナッハ Taufkirchen an der Trattnach
- トレット Tollet
- ヴァイツェンキルヒェン Waizenkirchen （町）
- ヴァレルン・アン・デア・トラットナッハ Wallern an der Trattnach （町）
- ヴァイベルン Weibern
- ヴェントリンク Wendling